# Орєхова Любов Леонідівна
Любов Леонідівна Орєхова (нар. 1959, Ростов-на-Дону, СРСР) — радянська веслувальниця-байдарочниця, виступала за збірну СРСР на початку 1980-х років. Срібна призерка чемпіонату світу, дворазова чемпіонка Радянського Союзу, переможниця регат республіканського і всесоюзного значення. На змаганнях представляла спортивне товариство профспілок, майстер спорту міжнародного класу.

## Життєпис
Любов Орєхова народилася 1959 року в Ростові-на-Дону. Активно займатися веслуванням почала в ранньому дитинстві, проходила підготовку в ростовському спортивному товаристві профспілок.
1981 року вперше здобула перемогу на чемпіонаті Радянського Союзу, ставши кращою в заліку одиночних байдарок на дистанції 500 метрів. Завдяки низці вдалих виступів здобула право захищати честь країни на чемпіонаті світу в англійському Ноттінгемі — у складі чотиримісного екіпажу, до якого також увійшли веслувальниці Лариса Недвига, Інна Шипуліна і Наталія Філонич, завоювала в півкілометровій гонці срібну медаль, поступившись у вирішальному заїзді тільки екіпажу з НДР.
Після чемпіонату світу в Ноттінгемі Орєхова залишилася в основному складі радянської національної збірної і продовжила брати участь у найбільших регатах всесоюзного та міжнародного значення. Так, на чемпіонаті країни 1982 року вона знову перемогла в півкілометровій програмі одинаків, ставши таким чином дворазовою чемпіонкою Радянського Союзу. За видатні спортивні досягнення відзначена почесним званням «Майстер спорту СРСР міжнародного класу».
Завершивши спортивну кар'єру, перейшла на тренерську роботу — працювала тренером з веслування на байдарках і каное в Ростові-на-Дону.